# Drillmatic - Heart vs. Mind
Drillmatic - Heart vs. Mind è il decimo album in studio del rapper statunitense The Game, pubblicato nel 2022.

## Tracce
1. One Time (feat. Ice-T) – 2:27
2. Eazy (feat. Kanye West) – 3:53
3. Burnin' Checks (feat. Fivio Foreign) – 4:50
4. Voodoo (feat. BOA QG) – 3:27
5. Home Invasion – 3:29
6. O.P.P. – 3:23
7. Outside (feat. YG, Osbe Chill, The Mass) – 3:07
8. La La Land – 4:01
9. Change the Game (feat. Ty Dolla Sign) – 2:36
10. How Far I Came (feat. Roddy Ricch) – 3:23
11. Heart vs. Mind – 4:27
12. No Smoke at the Polo Lounge (feat. Jeremih) – 3:49
13. No Man Falls (feat. Pusha T, 2 Chainz) – 4:09
14. Chrome Slugs & Harmony (feat. Lil Wayne, G Herbo) – 4:36
15. Start from Scratch II – 2:58
16. What We Not Gon' Do – 4:05
17. Fortunate (feat. Kanye West, Dreezy, Chiller) – 3:55
18. Rubi's Rose (feat. Twista, Jeremih, Candice Pillay) – 4:52
19. Drake with the Braids (Interlude) – 1:24
20. Nikki Beach (feat. French Montana and Tory Lanez) – 3:35
21. Talk to Me Nice (feat. Meek Mill, Moneybagg Yo, Blxst) – 3:45
22. Money Cash Clothes (feat. ASAP Rocky) – 4:52
23. K.I.L.L.A.S. (feat. Cam'ron) – 3:56
24. The Black Slim Shady – 10:25
25. Stupid (feat. Big Sean) – 2:39
26. .38 Special (feat. Blueface) – 2:17
27. Twisted – 3:26
28. World Tours (feat. Nipsey Hussle) – 4:06
29. Save the Best for Last (feat. Rick Ross) – 3:50
30. A Father's Prayer – 3:00
31. Universal Love (feat. Chris Brown, Chlöe, Cassie) – 4:28

## Classifiche
| Classifica (2022) | Posizione raggiunta |
| ----------------- | ------------------- |
| Regno Unito       | 61                  |
| Stati Uniti       | 12                  |